# Ден на бесарабските българи
Денят на бесарабските българи 29 октомври е празник, посветен на онези които запазиха духа си - на бесарабските българи, свързан с отдаването на дължимото им като строители на съвременна България /по Симеон Радев/. 
През 1998 г. Културно-просветно дружество за връзки с бесарабските и таврийските българи „Родолюбец“ за първи път реализира лансираната още през 1938 г във в-к "Българска Бесарабия" - бр. Единствен, идея за обявявянето на 29 октомври за Ден на бесарабските българи. Инициативата е на Мирчо Сливенски, основател на Дружеството и потомък на опълченец от Болград, който намира вестника в семейния архив и го представя на ръководството на Дружеството, което прегръща идеята. Датата се свързва с освещаването на храм-паметника „Свето Преображение Господне“ в Болград на 29 октомври 1838 година, след около петгодишно строителство, като в изграждането му са вложени средствата и доброволният труд на 10 000 преселници от българските земи. 
От 1998 г. насам Дружеството ежегодно отбелязва празника, като организира концерти, кръгли маси, конференции, представянето на книги и театрални постановки, в партньорство с редица граждански организации и институции като Министерство на образованието и науката, Държавната агенция за българите в чужбина и др. Първаначално празникът се чества само в България, но след около десет години постепенно започва да се отбелязва и в общностите ни в Бесарабия и Таврия  - сред българите в Украйна и Молдова. и постепенно набира днешната си популярност. На няколко пъти дружество "Родолюбец" предлага Денят на бесарабските българи да бъде обявен от Народното събрание за официален празник на България, засега безуспешно.
През последните години освен Културно-просветно дружество за връзки с бесарабските и таврийските българи „Родолюбец“ чествания се организират и от други неправителствени организации като Центърът на бесарабските българи в България в София.